# Pro League 2020-2021
La Jupiler Pro League 2020-2021 è stata la 118ª stagione della massima serie del campionato belga di calcio, sponsorizzata dalla Jupiler per il 27º anno consecutivo. La stagione è iniziata l'8 agosto 2020 e terminata il 23 maggio 2021. Il Club Bruges, squadra campione in carica, si è riconfermata conquistando il titolo per la diciassettesima volta nella sua storia, la seconda consecutiva.

## Stagione

### Novità
Il numero di squadre partecipanti è stato ampliato da 16 a 18, per cui non è stata retrocessa nessuna squadra dalla stagione precedente, mentre dalla Proximus League sono state promosse il Beerschot VA e l'OH Lovanio, rispettivamente primo e secondo classificato.

### Formula
Questo campionato vede sfidarsi i diciotto migliori club del Belgio in una serie di trentaquattro partite giocate durante il campionato. Solo per questa stagione la seconda fase è stata modificata: al termine della stagione regolare le prime otto squadre classificate sono divise in due livelli di play-off in base alla loro classifica. Le prime quattro sono raggruppate nel girone "Play-off 1" ed i loro punti vengono dimezzati. Si incontrano di nuovo due volte (in casa e trasferta): la prima classificata alla fine di questo mini-torneo vince il campionato e si qualifica alla fase a gironi della UEFA Champions League 2021-2022; la squadra seconda classificata accede al terzo turno di qualificazione, mentre la quarta classificata guadagna l'accesso al terzo turno di qualificazione della UEFA Europa Conference League 2021-2022. Invece le squadre classificate dal quinto all'ottavo posto sono raggruppate nel girone chiamato "Play-off 2" ed i loro punti vengono dimezzati. Le squadre si incontrano due volte (una volta in casa e una in trasferta): la prima classificata nel girone sfida la quarta classificata dei "Play-off 1": la vincitrice guadagnerà un posto in Europa Conference League. La penultima classificata disputa uno spareggio con la seconda classificata della Proximus League. L'ultima classificata retrocede direttamente in Proximus League.

## Squadre partecipanti
| Club             | Città        | Stadio                         | Stagione precedente                   |
| ---------------- | ------------ | ------------------------------ | ------------------------------------- |
| Anderlecht       | Anderlecht   | Stadio Constant Vanden Stock   | 8º posto in Pro League                |
| Anversa          | Anversa      | Bosuilstadion                  | 4º posto in Pro League                |
| Beerschot VA     | Anversa      | Stadio olimpico                | 1º posto in Proximus League, promosso |
| Cercle Bruges    | Bruges       | Stadio Jan Breydel             | 14º posto in Pro League               |
| Charleroi        | Charleroi    | Stade du Pays de Charleroi     | 3º posto in Pro League                |
| Club Bruges      | Bruges       | Stadio Jan Breydel             | 1º posto in Pro League                |
| Eupen            | Eupen        | Kehrwegstadion                 | 13º posto in Pro League               |
| Genk             | Genk         | Luminus Arena                  | 7º posto in Pro League                |
| Gent             | Gand         | Ghelamco Arena                 | 2º posto in Pro League                |
| Kortrijk         | Courtrai     | Guldensporenstadion            | 11º posto in Pro League               |
| Malines          | Malines      | Argosstadion Achter de Kazerne | 6º posto in Pro League                |
| OH Lovanio       | Lovanio      | Den Dreef                      | 2º posto in Proximus League, promosso |
| Ostenda          | Ostenda      | Versluys Arena                 | 15º posto in Pro League               |
| R.E. Mouscron    | Mouscron     | Stadio Le Canonnier            | 10º posto in Pro League               |
| Sint-Truiden     | Sint-Truiden | Stayen                         | 12º posto in Pro League               |
| Standard Liegi   | Liegi        | Sclessin Stadion               | 5º posto in Pro League                |
| Waasland-Beveren | Beveren      | Freethiel Stadion              | 16º posto in Pro League               |
| Zulte Waregem    | Waregem      | Regenboogstadion               | 9º posto in Pro League                |

## Allenatori
| Squadra          | Allenatore |
| ---------------- | --- |
| Anderlecht       | Vincent Kompany |
| Anversa          | Ivan Leko (1ª-19ª) Franky Vercauteren (20ª-34ª e Play-off I)                                                       |
| Beerschot VA     | Hernán Losada (1ª-20ª) William Still (20ª-34ª)                                                                     |
| Cercle Bruges    | Paul Clement (1ª-23ª) Yves Vanderhaeghe (25ª-34ª)                                                                  |
| Charleroi        | Karim Belhocine |
| Club Bruges      | Philippe Clement                                                                                                   |
| Eupen            | Beñat San José |
| Genk             | Hannes Wolf (1ª-5ª) Domenico Olivieri (Interim) (6ª) Jess Thorup (7ª-11ª) John van den Brom (12ª-34ª e Play-off I) |
| Gent             | Jess Thorup (1ª-2ª) László Bölöni (3ª-5ª) Wim De Decker (6ª-14ª) Hein Vanhaezebrouck (15ª-34ª e Play-off II)       |
| Kortrijk         | Yves Vanderhaeghe (1ª-22ª) Luka Elsner (23ª-34ª)                                                                   |
| Malines          | Wouter Vrancken |
| OH Lovanio       | Marc Brys |
| Ostenda          | Alexander Blessin                                                                                                  |
| R.E. Mouscron    | Fernando Da Cruz (1ª-9ª) Jorge Simão (10ª-34ª)                                                                     |
| Sint-Truiden     | Kevin Muscat (1ª-14ª) Stef Van Winckel (Interim) (16ª) Peter Maes (16ª-34ª)                                        |
| Standard Liegi   | Philippe Montanier (1ª-19ª) Mbaye Leye (20ª-34ª e Play-off II)                                                     |
| Waasland-Beveren | Nicky Hayen |
| Zulte Waregem    | Francky Dury |

## Stagione regolare

### Classifica finale
|  | Pos. | Squadra          | Pt | G  | V  | N  | P  | GF | GS | DR  |
|  | ---- | ---------------- | -- | -- | -- | -- | -- | -- | -- | --- |
|  | 1.   | Club Bruges      | 76 | 34 | 24 | 4  | 6  | 73 | 26 | +47 |
|  | 2.   | Anversa          | 60 | 34 | 18 | 6  | 10 | 57 | 48 | +9  |
|  | 3.   | Anderlecht       | 58 | 34 | 15 | 13 | 6  | 51 | 34 | +17 |
|  | 4.   | Genk             | 56 | 34 | 16 | 8  | 10 | 67 | 48 | +19 |
|  | 5.   | Ostenda          | 53 | 34 | 15 | 8  | 11 | 49 | 41 | +8  |
|  | 6.   | Standard Liegi   | 50 | 34 | 13 | 11 | 10 | 52 | 41 | +11 |
|  | 7.   | Gent             | 49 | 34 | 14 | 7  | 13 | 55 | 42 | +13 |
|  | 8.   | Malines          | 48 | 34 | 13 | 9  | 12 | 54 | 54 | 0   |
|  | 9.   | Beerschot VA     | 47 | 34 | 14 | 5  | 15 | 58 | 64 | -6  |
|  | 10.  | Zulte Waregem    | 46 | 34 | 14 | 4  | 16 | 53 | 69 | -16 |
|  | 11.  | OH Lovanio       | 45 | 34 | 12 | 9  | 13 | 54 | 59 | -5  |
|  | 12.  | Eupen            | 43 | 34 | 10 | 13 | 11 | 44 | 55 | -11 |
|  | 13.  | Charleroi        | 42 | 34 | 11 | 9  | 14 | 46 | 49 | -3  |
|  | 14.  | Kortrijk         | 39 | 34 | 11 | 6  | 17 | 44 | 57 | -13 |
|  | 15.  | Sint-Truiden     | 38 | 34 | 10 | 8  | 16 | 41 | 52 | -11 |
|  | 16.  | Cercle Bruges    | 36 | 34 | 11 | 3  | 20 | 40 | 51 | -11 |
|  | 17.  | Waasland-Beveren | 31 | 34 | 8  | 7  | 19 | 44 | 70 | -26 |
|  | 18.  | R.E. Mouscron    | 31 | 34 | 7  | 10 | 17 | 32 | 54 | -22 |

Legenda:
      Ammesse ai Play-off 1
      Ammesse ai Play-off 2
 Ammessa ai Play-out
      Retrocessa in Proximus League 2021-2022
Regolamento:
Tre punti per la vittoria, uno per il pareggio, zero per la sconfitta.
La classifica viene stilata secondo i seguenti criteri:
- Punti conquistati
- Partite vinte
- Differenza reti generale
- Reti totali realizzate
- Reti realizzate fuori casa
- Partite vinte in trasferta
- Spareggio

### Risultati
|                  | And  | Anv  | Bee     | CeB     | Cha     | ClB     | Eup     | Gnk     | Gnt     | Kor     | Mal     | OHL     | Ost     | REM     | STr     | StL     | WaB     | ZWa     |
| ---------------- | ---- | ---- | ------- | ------- | ------- | ------- | ------- | ------- | ------- | ------- | ------- | ------- | ------- | ------- | ------- | ------- | ------- | ------- |
| Anderlecht       | –––– | 1-0  | 2-0     | 2-0     | 3-0     | 2-1     | 1-1     | 1-0     | 0-0     | 0-2     | 1-1     | 2-2     | 2-1     | 1-1     | 3-1     | 0-0     | 0-0     | 4-1     |
| Anversa          | 1-4  | –––– | 3-2     | 1-0     | 2-1     | 0-2     | 2-2     | 3-2     | 1-0     | 4-2     | 4-1     | 3-2     | 1-2     | 1-1     | 0-0     | 1-1     | 3-2     | 0-1     |
| Beerschot VA     | 2-1  | 1-2  | –––– \| | 1-1     | 2-1     | 0-3     | 0-1     | 5-2     | 1-1     | 0-0     | 1-2     | 4-2     | 1-2     | 2-2     | 6-3     | 0-3     | 3-2     | 3-1     |
| Cercle Bruges    | 0-0  | 2-1  | 2-1     | –––– \| | 3-4     | 1-2     | 1-2     | 1-5     | 5-2     | 0-1     | 0-1     | 3-0     | 0-1     | 1-2     | 3-0     | 0-1     | 2-0     | 1-3     |
| Charleroi        | 1-0  | 2-0  | 3-1     | 3-0     | –––– \| | 1-1     | 2-3     | 1-2     | 0-1     | 0-0     | 0-1     | 1-1     | 1-0     | 1-1     | 0-0     | 1-2     | 0-2     | 1-1     |
| Club Bruges      | 3-0  | 0-2  | 0-1     | 2-1     | 0-1     | –––– \| | 3-0     | 3-2     | 0-1     | 1-0     | 2-2     | 3-0     | 2-1     | 4-2     | 1-0     | 3-1     | 4-1     | 3-0     |
| Eupen            | 2-0  | 0-2  | 3-1     | 1-2     | 3-1     | 0-4     | –––– \| | 1-4     | 2-1     | 2-0     | 1-1     | 3-3     | 1-1     | 1-1     | 1-1     | 0-4     | 1-1     | 2-3     |
| Genk             | 1-2  | 4-2  | 1-2     | 2-0     | 2-1     | 1-2     | 4-0     | –––– \| | 1-1     | 2-0     | 3-1     | 1-1     | 2-2     | 4-1     | 4-0     | 2-2     | 1-1     | 3-2     |
| Gent             | 1-1  | 0-1  | 5-1     | 1-0     | 4-0     | 0-4     | 2-2     | 1-2     | –––– \| | 1-2     | 1-0     | 2-3     | 1-0     | 4-0     | 1-1     | 2-1     | 3-0     | 0-3     |
| Kortrijk         | 1-3  | 1-3  | 5-5     | 1-2     | 1-3     | 1-2     | 0-0     | 2-1     | 1-0     | –––– \| | 1-4     | 0-3     | 3-1     | 3-0     | 0-2     | 2-1     | 1-3     | 1-2     |
| Malines          | 2-2  | 3-0  | 2-3     | 2-3     | 3-3     | 0-3     | 3-0     | 0-0     | 1-1     | 1-2     | –––– \| | 2-2     | 0-1     | 2-1     | 2-0     | 0-4     | 2-3     | 4-2     |
| OH Lovanio       | 1-0  | 2-0  | 0-1     | 2-1     | 1-3     | 2-1     | 1-1     | 2-3     | 0-3     | 3-1     | 1-2     | –––– \| | 1-2     | 2-0     | 2-2     | 1-0     | 1-2     | 2-1     |
| Ostenda          | 2-2  | 1-1  | 1-2     | 1-1     | 3-2     | 1-3     | 1-1     | 3-1     | 2-1     | 2-1     | 2-0     | 3-1     | –––– \| | 3-0     | 3-1     | 2-2     | 0-2     | 3-0     |
| R.E. Mouscron    | 1-1  | 2-3  | 3-1     | 1-2     | 1-1     | 0-0     | 0-2     | 2-0     | 0-1     | 0-3     | 0-1     | 2-2     | 0-1     | –––– \| | 3-2     | 1-0     | 1-1     | 0-1     |
| Sint-Truiden     | 0-1  | 2-3  | 1-0     | 3-0     | 1-2     | 1-2     | 0-2     | 1-2     | 2-1     | 0-0     | 2-1     | 3-1     | 0-0     | 0-2     | –––– \| | 2-0     | 1-1     | 1-2     |
| Standard Liegi   | 1-3  | 1-1  | 3-0     | 1-0     | 3-2     | 1-1     | 2-2     | 0-0     | 2-1     | 2-1     | 2-2     | 1-1     | 1-0     | 0-1     | 1-2     | –––– \| | 3-1     | 2-2     |
| Waasland Beveren | 2-4  | 0-3  | 1-2     | 0-2     | 1-1     | 0-2     | 1-0     | 1-1     | 1-4     | 3-4     | 2-3     | 1-3     | 2-0     | 2-0     | 2-4     | 1-2     | –––– \| | 1-5     |
| Zulte Waregem    | 2-2  | 1-3  | 0-3     | 1-0     | 0-2     | 0-6     | 2-1     | 1-2     | 2-7     | 1-1     | 1-2     | 2-3     | 2-1     | 1-0     | 0-2     | 3-2     | 4-1     | –––– \| |

## Seconda fase
Le squadre cominciano la seconda fase con i punti, conquistati nella stagione regolare, dimezzati.

### Play-off I

#### Classifica finale
|                   | Pos. | Squadra     | Pt | G | V | N | P | GF | GS | DR  |
| ----------------- | ---- | ----------- | -- | - | - | - | - | -- | -- | --- |
| Belgio (bandiera) | 1.   | Club Bruges | 44 | 6 | 1 | 3 | 2 | 8  | 11 | -3  |
|                   | 2.   | Genk        | 44 | 6 | 5 | 1 | 0 | 15 | 5  | +10 |
|                   | 3.   | Anversa     | 35 | 6 | 1 | 2 | 3 | 6  | 11 | -5  |
|                   | 4.   | Anderlecht  | 33 | 6 | 0 | 4 | 2 | 9  | 11 | -2  |

Legenda:
      Campione del Belgio e ammessa alla UEFA Champions League 2021-2022
      Ammessa alla UEFA Champions League 2021-2022
      Ammessa alla UEFA Europa League 2021-2022
      Ammessa alla UEFA Europa Conference League 2021-2022
 Ammessa allo Spareggio Europa Conference League
Regolamento:
Tre punti per la vittoria, uno per il pareggio, zero per la sconfitta.
La classifica viene stilata secondo i seguenti criteri:
- Punti conquistati
- Partite vinte
- Differenza reti generale
- Reti totali realizzate
- Reti realizzate fuori casa
- Partite vinte in trasferta
- Spareggio

#### Risultati
|             | And  | Anv     | ClB     | Gnk     |
| ----------- | ---- | ------- | ------- | ------- |
| Anderlecht  | –––– | 2-2     | 3-3     | 1-2     |
| Anversa     | 1-0  | –––– \| | 0-0     | 2-3     |
| Club Bruges | 2-2  | 2-1     | –––– \| | 1-2     |
| Genk        | 1-1  | 4-0     | 3-0     | –––– \| |

### Play-off II

#### Classifica finale
|  | Pos. | Squadra        | Pt | G | V | N | P | GF | GS | DR  |
|  | ---- | -------------- | -- | - | - | - | - | -- | -- | --- |
|  | 1.   | Gent           | 38 | 6 | 4 | 1 | 1 | 13 | 6  | +7  |
|  | 2.   | Malines        | 35 | 6 | 3 | 2 | 1 | 15 | 11 | +4  |
|  | 3.   | Ostenda        | 34 | 6 | 2 | 1 | 3 | 15 | 16 | -1  |
|  | 4.   | Standard Liegi | 28 | 6 | 1 | 0 | 5 | 7  | 17 | -10 |

Legenda:
      Ammessa alla UEFA Europa Conference League 2021-2022
Regolamento:
Tre punti per la vittoria, uno per il pareggio, zero per la sconfitta.
La classifica viene stilata secondo i seguenti criteri:
- Punti conquistati
- Partite vinte
- Differenza reti generale
- Reti totali realizzate
- Reti realizzate fuori casa
- Partite vinte in trasferta
- Spareggio

#### Risultati
|                | Gnt  | Mal     | Ost     | StL     |
| -------------- | ---- | ------- | ------- | ------- |
| Gent           | –––– | 2-2     | 2-1     | 2-0     |
| Malines        | 1-2  | –––– \| | 5-3     | 3-1     |
| Ostenda        | 0-4  | 2-2     | –––– \| | 6-2     |
| Standard Liegi | 2-1  | 1-2     | 1-3     | –––– \| |

### Spareggio Europa Conference League
Inizialmente le squadre quarta e prima classificate, rispettivamente nei Play-off e nei Play-off Europa Conference League, avrebbero dovuto giocare uno spareggio per l'accesso al secondo turno di qualificazione della UEFA Europa Conference League 2020-2021; ma, dal momento che il Genk ha vinto la coppa del Belgio e si è qualificata tra le migliori quattro nella stagione regolare, lo spareggio non si è disputato e la squadra prima classificata nei Play-off Europa Conference League è stata ammessa direttamente al secondo turno di qualificazione della UEFA Europa Conference League 2020-2021.

### Play-out
La squadra diciassettesima classificata (Waasland-Beveren) ha sfidato, in gare di andata e ritorno, la seconda classificata della Division 1B 2020-2021 (Seraing).
|                  | Risultati |                  | Luogo e data            |
| ---------------- | --------- | ---------------- | ----------------------- |
| Seraing          | 1 - 1     | Waasland-Beveren | Seraing, 1º maggio 2021 |
| Waasland-Beveren | 2 - 5     | Seraing          | Beveren, 8 maggio 2021  |
|                  |           |                  |                         |

## Statistiche

### Individuali

#### Classifica marcatori
| Gol | Rigori |  | Giocatore          | Squadra       |
| --- | ------ |  | ------------------ | ------------- |
| 33  | 8      |  | Paul Onuachu       | Genk          |
| 21  | 5      |  | Thomas Henry       | OH Lovanio    |
| 20  | 3      |  | Gianni Bruno       | Zulte Waregem |
| 20  | 1      |  | Roman Yaremchuk    | Gent          |
| 18  | 8      |  | Lukas Nmecha       | Anderlecht    |
| 17  | 3      |  | Yūma Suzuki        | Sint-Truiden  |
| 16  | 1      |  | Noa Lang           | Club Bruges   |
| 16  | 7      |  | Raphael Holzhauser | Beerschot VA  |
| 16  | 2      |  | Ike Ugbo           | Cercle Bruges |
| 16  | 1      |  | Theo Bongonda      | Genk          |